# En plena forma
En plena forma fue una serie española de televisión, producida por Prime Time y emitida por Antena 3 en 1997.

## Argumento
La serie narra las peripecias de Manolo, un hombre maduro que ya ha pasado por un divorcio y ve cómo su segundo matrimonio también empieza a peligrar al confesarle ésta (Kiti Manver), que va a comenzar un idilio con su ginecólogo. Su situación laboral tampoco es buena: Es un cocinero desempleado abrumado por las deudas. Decide, por tanto, dar un giro a su vida, e invierte todos sus ahorros para abrir un gimnasio

## Reparto
- Alfredo Landa...Manolo
- Kiti Manver
- Concha Cuetos
- Amparo Baró
- Cristina La Veneno
- Paco Racionero
- Alonso Caparrós
- Francisco Cecilio
- Paco Maldonado
- Remedios Cervantes
- Manolo Codeso
- Fernando Conde
- Shaila Dúrcal
- Carlos Orellana
- Daniel Sesma
- Jorge Escobar

## Equipo Técnico
- Dirección: Carlos Serrano, Domingo Solano.
- Producción: Valerio Lazarov.
- Guiones: Eduardo Ladrón de Guevara .
- Ayudante de dirección: José Ángel Cabañas.